# 肥貓 (虛構角色)
肥貓是多套香港電影及香港亞洲電視電視劇的虛構角色，全由香港男演員鄭則仕飾演。鄭則仕亦因此一角奪得第5屆香港電影金像獎最佳男主角。

## 簡介
肥貓一角出自1985年香港電影《何必有我？》，由鄭則仕飾演，演繹了在破碎家庭下智障人士的處境。後來，鄭則仕憑此角及其出色演繹被提名競逐1986年舉行的《第5屆香港電影金像獎》，獲得最佳男主角獎項。此片引發了公眾對智障人士的關注，也開創了以智障人士為重心主角的題材先河，如《戇夫成龍》、《阿旺新傳》等等。
1990年代，肥貓一角更是由電影圈橫跨到電視圈的層面。1997年香港亞洲電視的《肥貓正傳》，肥貓一角一度提升亞洲電視的收視率，一時掀起城中熱話，深入民心，感人肺腑，兩年之後開拍同等類型，但故事截然不同的續集。據當年的訪問，劇組曾接觸智障人士學校進行了解及交流，務求向觀眾活生生呈現智障人士的實況。
縱觀各部作品，肥貓都是智障人士，但並非同一世界觀，不同作品中的肥貓並非同一角色，角式設定的姓名亦不相同。

## 香港電影

### 《何必有我？》
肥貓（郑则仕饰）是住在乡间的智障人士，与母亲（焦姣饰）相依为命。肥猫常遭村内恶霸积逊吉（成奎安饰）欺負，新扎社工Koko（郑文雅饰）欲幫助他自力更生，卻弄巧成拙。

### 《肥貓流浪記》
肥貓是父母雙亡的智障人士，因犯事被判入獄並獲保釋，由社工BiBi（張曼玉飾）接出狱，帶他到离岛拜祭父母後發生交通意外，令二人分开，肥貓独自流浪離島，肥貓得一頑固老人（午馬飾）收留。肥貓的简单乐观性格得到村人好感，更化解老人与隔壁青年（鄭敬基飾）之误会，三人成为好友。一次肥貓参加乡村表演，BiBi从电视看到肥貓的下落，遂往乡村向老人讨回肥貓，肥貓因不願離開而反抗，不幸撞傷頭部而變成白癡。

### 《低一點的天空》
肥貓是個後天患病的中度智障人士，雖然智商比常人低，但對生活卻充滿熱誠和積極；小祥智力正常，但患有輕度痙攣，因自小受歧視而性格孤僻，就算與爺爺也沒話說；白雪仙本來是個活在幸福中的小女孩，可惜好景不長，12歲時的一場眼疾使她陷入黑暗，而世界在她心中始終保留著12歲時的美好。
三人在日常生活中都遭受到各種不便以及他人的歧視，肥貓用一顆真誠的心幫助祥和仙走出心理陰影直面生活。祥最大的願望是開一間書店，而仙最大的願望是重見光明，然後踏足舞台飾演長平公主，在祥和肥貓的鼓勵和支持下，仙決定做眼部手術。然而重見光明後，仙卻看到了社會的黑暗面，與12歲的理想完全不同，從而拒絕做二次手術。最後，仙能否保持積極心態面對社會、再次走上手術台，實現自己「長平」之夢呢？小祥的書店又能否在社會歧視的重圍中預期開張？當生活遭遇更沉重的挫折時，三人能否眾志成城？

## 電視劇

### 《肥貓正傳》
肥貓本姓黎（鄭則仕饰），未出生父親就離世，小時候因發燒而變成中度智障，被父家親戚嫌棄，由母親梁淑貞（貓媽，鮑起靜飾）帶往長洲，獨力把他撫養成人。為免肥貓因為沒有父親而自卑，貓媽騙他父親是海員，長期出海「賣鹹鴨蛋」賺美金。貓媽有一妹梁月好（饒芷昀飾），育有一子，即肥貓的表弟，經常欺負肥貓，後來貓媽帶肥貓遷出市區居住，在社工Connie（江美儀飾）協助下，肥貓於庇護工場工作。後來肥貓遇上輕度智障人士的李少芳（阿芳）（寶珮如飾），發展出一段純真的愛情……

### 《肥貓正傳II》
王家寶（肥貓：鄭則仕飾）是智障人士，出生在中等家庭，與疼愛他的弟弟王家希（小狗：苗僑偉飾）及弟弟女友李敏兒（Mandy，江美儀飾）同住，後細狗與Mandy結婚後移民定居加拿大，把肥貓交給阿姨江惠芳（芳姨，鮑起靜飾）照顧，芳姨有一女張佩欣（Yuki，唐寧飾）針對肥貓，後來被肥貓的純真感動，與他成為好友。肥貓天生對數字敏感，在一家中心學珠心算，後來遇上假冒其堂弟王浚生的阿生（何家勁飾）及其女友杜心泉（韓君婷飾），被他們利用去賭場幫他們賭錢，後他們得知「肥貓」早已知道阿生為假冒，仍視他如弟弟般，就被他的愛心感化了。後來幫助了當西餐大廚的大陸新移民游大海（八兩金飾）追求其夢中情人張楓（楓哥：鍾慧寧飾），又認識了顧家（家哥：黃樹棠飾）及其新移民妻子顧太（家嫂：繆非臨飾）。最後「肥貓」為了照顧可憐的未婚媽媽梁婉珊（王薇飾），竟當起爸爸來。

### 《肥貓尋親記》
陶念祖（郑则仕飾）父親在一场暴乱中丧生，陶母（鲍起静飾）带着五个年岁尚小的子女回乡生活，但孩子们吃不饱、穿不暖，陶母惟有把孩子送给别人抚养。念祖因发高烧成为智障人士。三十年后，陶母仍和念祖相依为命。祖青梅竹馬好友小娟捡了一只肥猫作为宠物送给祖，但小猫不幸溺死，祖把自己改名为“肥猫”。不久母親病逝，决定离开家乡访寻弟妹们的下落，娟得知情况后便和猫一同到广州，顺道探望未婚夫光明。娟在西湖小餐馆觅得女工一职，並把猫安置在餐馆内。娟工作勤快，甚得马老板欣赏，但其他伙计们都对弱智的猫带有偏见。猫在餐馆中结识二弟陶念國（華世杰，关礼杰飾）之養母华老太（斯琴高娃饰）。後又找回三妹念慈〔婉容〕、四妹念恩（紀香）、五弟念邦〔豐〕，但豐卻利用兄姊的信任虧空公款，後來豐亦知錯，被判入獄。出獄後五兄弟姊妹在春節團聚，但好景不长，不幸的事情相继发生……

## 相關演員
- 鮑起靜從亞洲電視電視劇的《肥貓正傳》起，已经成为“貓媽”慈母的专用演员。